# Saint Goran
Saint Goran est un prêtre, ermite à Cornouailles, au Royaume-Uni, où plusieurs églises lui ont été dédiées entre le VIe et le IXe siècle.